# Sassow-Chassidim
Die Sassow-Chassidim war eine Dynastie von Chassidim in Sassow in Ostgalizien. Der Ort, heute Sassiw in der Ukraine, gehörte bis 1772 zu Polen-Litauen und dann bis 1919 zum österreichischen Galizien.
Die Sassower Chassidim-Dynastie wurde von Rabbi Mosche Leib Erblich begründet, einem Schüler des Rabbi Dow Bär von Mesritsch, der wiederum Schüler des Begründers des Chassidismus, Baal Schem Tow (Israel ben Elieser), war. Der Rabbi Yekusiel Shmelka Erblich (1800–1861) war sein Sohn. Dessen Sohn war Rabbi Yaakov Tzvi Erblich in Porosow, dessen Sohn Rabbi Moshe Yehudah Erblich (gest. 1991), und dessen Sohn ist Rabbi Yaakov Tzvi Erblich, der zurzeit in Monsey, New York, ansässig ist.
Mitte des 19. Jahrhunderts waren die Nachkommen des Rabbis Moshe Leib Erblich allesamt von Sassow in andere Städte abgewandert. Als die Bürger von Sassow sich wieder einen Rabbiner wünschten, wandten sie sich an Sar Schalom von Belz, der ihnen Reb Schlomo empfahl, der selbst ein bedeutender Rabbi wurde.
Rabbi Lipa Meir Teitelbaum war der Sassov-Keretzky-Rebbe. Er war der Schwiegersohn des Rabbi Joel Teitelbaum der Satmar. Ihm folgten seine zwei Söhne nach: Großrabbiner Joseph Dovid Teitelbaum, der Sassover Rebbe in Kiryat Yismach Moshe in Ganei Tikva, in Israel war und Schwiegersohn des Großrabbiners David Moshe aus der chassidischen Dynastie von Kretchnif; der andere Sohn war der künftige Rabbi Chanoch Heynach Teitelbaum, der Sassover Rebbe in Monsey ist.